# 木馬 (企業)
株式会社木馬（もくば）は、東京都台東区蔵前に本社を置く高級リボンメーカー。MOKUBAブランドで世界的に知られている。

## 概要
1967年に創業した高級リボンの世界的なトップメーカーで、5万種近くの多種多様なリボンを扱っている。
その製品はシャネル、ルイ・ヴィトン、ドルチェ&ガッバーナ、ランバン、プラダ等の数多くの一流ブランドで使用されている。
日本国内では、蔵前や名古屋などにショールームを有し、海外では、パリ（1990年開店）、バルセロナ（1995年開店）、ニューヨーク（2000年開店）に支店を持つ。年商は約30億円で、そのうち約40%を欧米向の輸出が占めている。